# Jestřabí v Krkonoších
Jestřabí v Krkonoších (deutsch: Jestrabi) ist eine Gemeinde im Okres Semily, Liberecký kraj in Tschechien. Sie liegt im Riesengebirge.

## Geschichte
Der Ort wurde 1562 erstmals urkundlich erwähnt. 

## Gemeindegliederung
Die Gemeinde Jestřabí v Krkonoších besteht aus den Ortsteilen Jestřabí v Krkonoších (Jestrabi),  Křížlice (Krizlitz) und  Roudnice (Raudnitz), die zugleich auch Katastralbezirke bilden. Grundsiedlungseinheiten sind Jestřabí v Krkonoších, Křížlice, Křížlické Paseky, Roudnice und Roudnické Paseky.

## Sehenswürdigkeiten

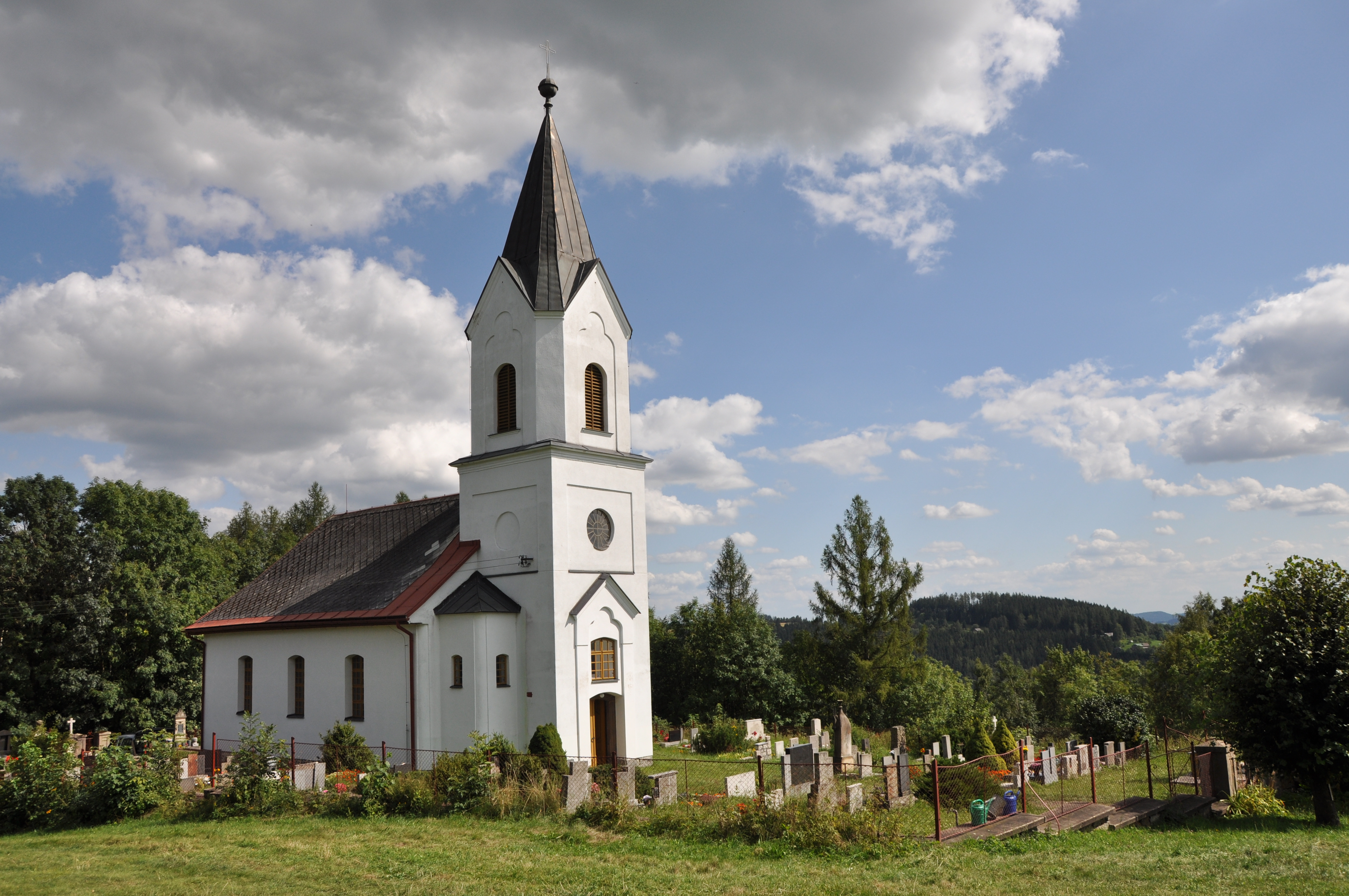
Evangelische Kirche Křížlice

- Toleranzbethaus Kritzlitz